# バトル・フック
バトル・フックとは、相手を馬から引きずり下ろしたり、足を引っ掛けて倒したり、押さえ込み捕らえるための竿状の武器。

## 概要
バトルフックは、主にヨーロッパで使用された、先端の鉤爪で相手を引っ掛けて引き倒すことを目的とした武器で、長い柄に巨大な鈎爪状の先端が取り付けられている。主な操作は簡単で、戦場に現れた騎士や重装備の兵士たちに対して単純かつ有効な非常に効果的な役割を持つ攻撃を与えることができるほか、対象を複数人で押さえ込むことにより一方的に攻撃することが可能だが、この武具自体には決定的な殺傷力は持ち合わせていないため、他の武器を持つ味方が止めを刺すために脇に控えている複合部隊であることが多かった。発展型として、フックの部分に槍の穂を付けて単独でも十分な戦闘が行えるように作られているものもある。
当時の軍隊で主流だったハルバートとは異なり、高度な訓練を必要としないため、正式な兵士ではなく農民や市民が中心の即席の未熟な軍隊などで広く使用された。
13 - 16世紀のヨーロッパで盛んに起きた農民の反乱で、戦鎌と並んで盛んに使われたとされる。